# Ложновороночник
Ложноворо́ночник (лат. Pseudocrateréllus) — род грибов-базидиомицетов семейства Лисичковые (Cantharellaceae).

## Описание
Плодовые тела шляпконожечные. Шляпка сначала выпуклая или плоская, с подвёрнутым краем, в раннем возрасте становится воронковидной, край разгибается; нередко шляпка лопатчатой или вееровидной формы.
Гименофор гладкий, располагается с нижней стороны шляпки.
Мякоть кожистой консистенции, не гигрофанная.
Гифальная система мономитическая. Генеративные гифы тонкостенные, из коротких клеток, с пряжками.
Споровый порошок белый или бледно-жёлтый. Споры эллиптической формы, неокрашенные, с многочисленными масляными каплями, неамилоидные, тонкостенные. Базидии продолговатые, с 2—4 или более стеригмами. Цистиды отсутствуют.

## Экология и распространение
Космополитный род, однако в большинстве регионов его представители встречаются весьма редко.

## Таксономия

### Синонимы
Номенклатурные:
- Craterellus subg. Pseudocraterellus (Corner) R.H.Petersen, 1975

### Виды
- Pseudocraterellus alutaceus (Bres.) D.A.Reid
- Pseudocraterellus calyculus (Berk. & M.A.Curtis) D.A.Reid
- Pseudocraterellus fuligineus (Corner) Corner
- Pseudocraterellus laeticolor Heinem.
- Pseudocraterellus luteus (Pat.) D.A.Reid
- Pseudocraterellus malayanus Corner
- Pseudocraterellus mussooriensis (D.A.Reid, K.S.Thind & Adlakha) Corner
- Pseudocraterellus neotropicalis Corner
- Pseudocraterellus nigellus Heinem.
- Pseudocraterellus pseudoclavatus (A.H.Sm.) R.H.Petersen
- Pseudocraterellus pertenuis (Skovst.) D.A.Reid
- Pseudocraterellus sinensis (Lloyd) D.A.Reid
- Pseudocraterellus subundulatus (Peck) D.A.Reid
- Pseudocraterellus undulatus (Pers.) Rauschert — Ложновороночник извилистый